# Гудаутський район
Гудау́тський райо́н (абх. Гедоута араион) — район самопроголошеної Республіка Абхазії, розташований на центральному заході республіки. Адміністративний центр району — місто Гудаута.

## Географія
Район на півночі межує з Краснодарським краєм та Карачаєво-Черкеською республікою Росії, на заході — з Гагрським районом, на сході — з Сухумським районом, на півдні має вихід до Чорного моря.
До моря по території району течуть такі річки (подані із північного заходу на південний схід) з притоками:
- Бзиб
  - Гега
    - Юпшара (Авадхара, Лашипсе)
- Ріапши
- Мисра
- Мчишта
  - Отхарка
  - Тутура
- Хіпста
  - Игрі
- Гудау
- Аапста
  - Дзбажа
  - Мцара
  - Дохурта
    - Мкварта
- Псирука

## Населення
Населення району станом на 2011 рік становить 37 143 особи, з яких міське — 9447 осіб, сільське — 27 696 осіб. Населення району в 2003 році становило 34 869 осіб, а в 1989 році — 57 334 особи. Насамперед, на негативну динаміку чисельності населення вплинув збройний конфлікт на початку 1990-х років, коли з Абхазії масово виїжджали грузини.

### Національний склад
Станом на 2003 рік: абхази — 27 512 (78,9%), вірмени — 4141 (11,9%), росіяни — 2073 (6%), грузини — 611 (1,8%), греки — 137 (0,4%), українці — 134 (0,4%), осетини — 56 (0,2%), інші — 205 (0,6%).
Станом на 1989 рік: абхази — 30 444 (53,1%), вірмени — 8829 (15,4%), росіяни — 7740 (13,5%), грузини — 7683 (13,4%), інші — 2637 (4,6%).